# Овсянниково (селище, Дмитровський міський округ)
Овся́нниково (рос. Овсянниково) — селище (колишній присілок) у складі Дмитровського міського округу Московської області, Росія.

## Населення
Населення — 17 осіб (2010; 24 у 2002).
Національний склад (станом на 2002 рік):
- росіяни — 96 %